# 环戊烯酮
2-环戊烯酮（英語：2-Cyclopentenone）是一种有机化合物，化学式C5H6O，带有环戊酮的结构，常温常压下为无色液体，是一种α,β共轭不饱和化合物。